# 238
El año 238 (CCXXXVIII) fue un año común comenzado en lunes del calendario juliano, en vigor en aquella fecha.
En el Imperio romano el año fue nombrado como el del consulado de Pío y Pontiano o, menos comúnmente, como el 991 Ab urbe condita, siendo su denominación como 237 posterior, de la Edad Media, al establecerse el Anno Domini.

## Acontecimientos
- Valeriano obtiene el cargo de princeps senatus.
- 22 de marzo: La revuelta encabezada por Gordiano I y su hijo Gordiano II intenta expulsar a Maximino el Tracio del trono imperial, pero ambos son finalmente derrotados por los fieles al emperador. Sin embargo, Maximino y su hijo, a quien había nombrado coemperador como Máximo I son también derrotados y muertos. El senado nombra coemperadores Pupieno y Balbino, muy populares en Roma, pero son obligados a adoptar a Gordiano III como sucesor. Una revuelta de los pretorianos asesina a Pupieno y Balbino con numerosos de sus seguidores tras 99 días en el agitado trono.
- 29 de julio: Gordiano III es nombrado emperador con solo 13 años.

## Fallecimientos
- 12 de abril: Gordiano I, emperador romano.
- 12 de abril: Gordiano II, emperador romano.
- Abril: Maximino el Tracio, emperador romano y su hijo Máximo.
- 29 de julio: Pupieno y Balbino, emperadores romanos.